# Kodungallur
Kodungallur (o Methala, Cranganur, Cranganore) è una suddivisione dell'India, classificata come municipality, di 33.543 abitanti, situata nel distretto di Thrissur, nello stato federato del Kerala. In base al numero di abitanti la città rientra nella classe III (da 20.000 a 49.999 persone).

## Geografia fisica
La città è situata a 10° 13' 0 N e 76° 13' 0 E e ha un'altitudine di 8 m s.l.m..

## Storia
L'odierna Kodungallur è ampiamente equiparata all'antica Muziris. Muziris era un fiorente porto del regno Chera, da cui partivano intensi scambi commerciali con l'Impero Romano tra il I secolo a.C. e il V secolo d.C., ed è citata in numerose fonti antiche greco-romane (tra cui il Periplus Maris Erythraei, oltre a Plinio il Vecchio e Claudio Tolomeo).
Si dice che nel 52 d.C. l'apostolo Tommaso sia sbarcato a Muziris e abbia portato il cristianesimo nel Kerala. Attraverso il commercio marittimo, anche ebrei e musulmani erano presenti molto presto. Il declino di Muziris iniziò quando il suo porto fu distrutto da un'alluvione nel 1341. Successivamente, Kochi (Cochin) divenne il porto più importante della costa del Malabar.
L'identità a lungo ipotizzata di Muziris e Kodungallur è stata recentemente messa in discussione da indagini archeologiche: mentre gli scavi a Kodungallur non hanno rivelato nulla, nel 2004 sono stati rinvenuti frammenti di antiche anfore vinarie nel villaggio di Pattanam, a circa dieci chilometri da Kodungallur.
Nel XVI secolo, Kodungallur, che in quell'epoca era conosciuta come Cranganore, subì l'influenza delle potenze coloniali europee. Nel 1523, i portoghesi costruirono una fortezza a Kodungallur. Questa fu conquistata dagli olandesi nel 1662. Nel 1790, le truppe del sovrano di Mysore Tipu Sultan distrussero il forte e conquistarono Kodungallur. Dopo che Tipu Sultan fu sconfitto dagli inglesi nelle guerre di Mysore, questi ultimi posero Kodungallur sotto l'amministrazione del Regno di Cochin, che nel frattempo era stato ridotto a stato vassallo. Dopo l'indipendenza indiana nel 1947, Cochin si unì allo Stato principesco di Travancore per formare la Federazione Travancore-Cochin e si unì all'Unione Indiana. Nel 1956, Kodungallur entrò a far parte del neonato Stato del Kerala come parte del distretto di Thrissur.

## Società

### Evoluzione demografica
Al censimento del 2001 la popolazione di Kodungallur assommava a 33.543 persone, delle quali 15.881 maschi e 17.662 femmine. I bambini di età inferiore o uguale ai sei anni assommavano a 3.430, dei quali 1.705 maschi e 1.725 femmine. Infine, coloro che erano in grado di saper almeno leggere e scrivere erano 27.996, dei quali 13.653 maschi e 14.343 femmine.